# Pravenți, Șumen
Pravenți (în bulgară Правенци) este un sat în comuna Novi Pazar, regiunea Șumen,  Bulgaria. 

## Demografie
Componența etnică a satului Pravenți
     Turci (78,48%)
     Bulgari (16,03%)
     Nicio identificare (5,48%)
     Altele (0%)
La recensământul din 2011, populația satului Pravenți era de 237 locuitori. Din punct de vedere etnic, majoritatea locuitorilor (78,48%) erau turci, cu o minoritate de bulgari (16,03%). Pentru 5,48% din locuitori nu este cunoscută apartenența etnică.